# Stèle de Nubayrah
La stèle de Nubayrah est une copie mutilée du décret de Memphis de Ptolémée V sur une stèle calcaire. Le même décret se trouve sur la pierre de Rosette. À partir de 1848, on savait qu'une copie partielle du décret se trouvait sur un mur du temple de Philae, mais écrasée à de nombreux endroits, par des scènes, ou endommagée. 
La stèle calcaire est arrondie en haut, mesure 4 pieds 2 pouces (1,27 m) de haut et 1 pied 8 pouces (0,51 m) de large. La stèle de Nubayrah porte le nom de la ville actuelle de Nubayrah, sur l'ancienne branche canopique du Nil ; la ville est au sud-ouest de Damanhur. Le Nubayrah originel était proche de Damanhur. 
La stèle de Nubayrah est située au Musée égyptien du Caire. Elle est enregistrée sous le no. 5576. 

## Historique des publications
Le texte du hiéroglyphe a été publié, dans les années 1800 et au début des années 1900, dans cinq publications :
1. Urbain Bouriant, « La stèle 5576 du Musée du Boulaq - (aujourd'hui Musée égyptien) et l'inscription de Rosette », dans Recueil de travaux, Paris, 1885, vol vi, pp 1-20.
2. Baillet, Le décret de Memphis et les inscriptions de Rosette et de Damanhour, Paris, 1905.
3. Ahmed bey Kamāl, Catalogue général des antiquités égyptiennes, n ° 22188, avec reproduction photographique.
4. Kurt Heinrich Sethe, Urkunden, iv, p. 169. (meilleures transcriptions complètes)
5. Spiegelberg, Kanopus und Memphis (Rosettan), Heidelberg, 1922. (meilleures transcriptions complètes)